# Heuliez O305
L'Heuliez O305 è un autobus francese prodotto su licenza della Mercedes-Benz dal 1975 al 1984.

## Progetto
Nei primi anni '70 l'allora sindaco di Nantes, Alain Chenard, si adoperò per la costruzione in Francia, su licenza Mercedes, dell'autobus O305 prodotto in Germania con successo dal 1967. Il modello definitivo venne presentato al congresso UITP di Nizza del 1975 e la prima unità venne venduta alla fine dello stesso anno.
Il nuovo Heuliez O305, come il progenitore, risponde alle normative VOV I emanate in Germania per la realizzazione di un modello unificato, in base alle esigenze delle aziende.

## Tecnica
L'Heuliez O305 riprende in tutto il telaio e la meccanica del modello tedesco: il motore è dunque il Mercedes OM407 da 11.045 cm3, erogante 210 cv per la versione standard e 240 cv per quella articolata. La trasmissione è automatica, di tipo W3D-080 a 3 o 4 rapporti. Dal 1976 fu inoltre disponibile la versione articolata, denominata O305G.

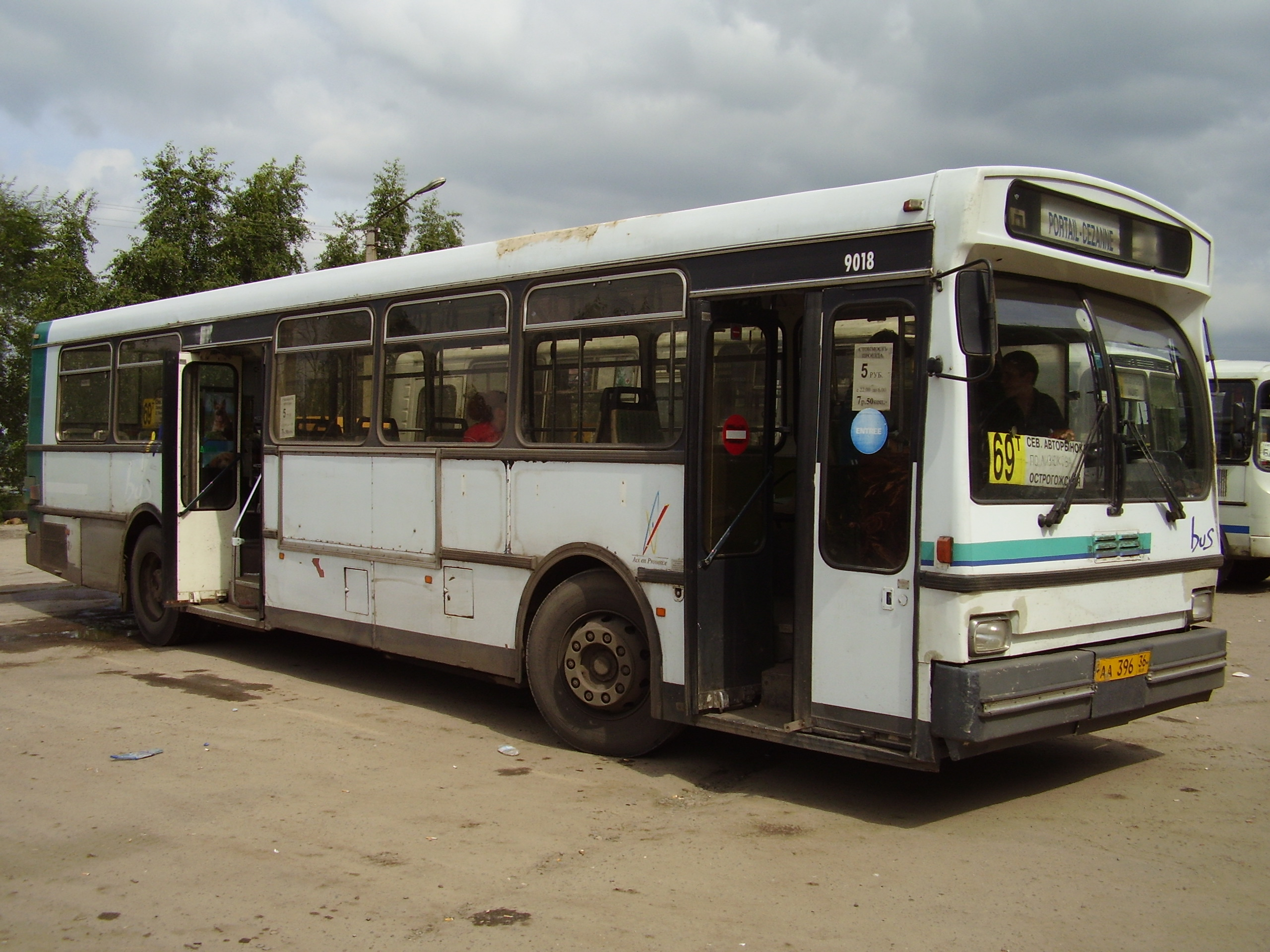
Heuliez O305 in servizio a Voronez

## Versioni
Ecco un riepilogo delle versioni prodotte:

### O305[1]
- Lunghezza: 11,1 metri
- Allestimento: Urbano, Suburbano
- Posti: circa 100
- Porte: 2 o 3, rototraslanti

### O305G[2]
- Lunghezza: 18 metri
- Allestimento: Urbano, Suburbano
- Posti: da 167 a 184
- Porte: 3, rototraslanti

## Diffusione
L'Heuliez O305 ha avuto un buon successo in Francia, venendo realizzato in circa 1.200 esemplari fino al 1984, quando fu sostituito dal più moderno GX107.
Gran parte degli esemplari prodotti ha circolato nelle città di Nantes e Grenoble; dopo il termine del ciclo di vita utile, varie vetture sono state vendute ad aziende di paesi in via di sviluppo o esportati a Cuba come aiuti umanitari.